# Paralelo 17 N

O paralelo 17 N é um paralelo que está 17 graus a norte do plano equatorial da Terra.
O paralelo 17 (em vietnamita:  vĩ tuyến 17) é especialmente importante na história do Vietnã por ter sido usado como linha de demarcação militar provisória da zona desmilitarizada entre o Vietname do Norte e o Vietname do Sul, conforme foi estabelecido pela Conferência de Genebra de 1954, que pôs fim à Guerra da Indochina. Essa linha não coincidia, porém, com o verdadeiro paralelo, correndo na verdade um pouco mais ao sul, ao longo do rio Ben Hai, na província de Quang Tri, até à vila de Bo Ho Su, e dali para oeste, até à fronteira entre o Vietnam e o Laos. A linha tornar-se-ia irrelevante em 1976, com a unificação do país, depois da retirada das tropas americanas e da rendição do governo sul-vietnamita.
Começando no Meridiano de Greenwich na direcção leste, o paralelo 17 Norte passa sucessivamente por:
| País, território ou mar | Notas                                      |
| ----------------------- | ------------------------------------------ |
| Mali                    |                                            |
| Níger                   |                                            |
| Chade                   |                                            |
| Sudão                   |                                            |
| Eritreia                |                                            |
| Mar Vermelho            | Incluindo as Ilhas Farasan, Arábia Saudita |
| Arábia Saudita          |                                            |
| Iêmen                   |                                            |
| Arábia Saudita          |                                            |
| Iêmen                   |                                            |
| Omã                     |                                            |
| Mar Arábico             |                                            |
| Índia                   |                                            |
| Baía de Bengala         |                                            |
| Myanmar (Birmânia)      |                                            |
| Tailândia               |                                            |
| Laos                    |                                            |
| Vietname                |                                            |
| Mar da China Meridional | Passa pelas disputadas Ilhas Paracel       |
| Filipinas               | Ilha Luzon                                 |
| Oceano Pacífico         | Mar das Filipinas                          |
| Marianas Setentrionais  | Passa entre as ilhas de Guguan e Sarigan   |
| Oceano Pacífico         |                                            |
| México                  |                                            |
| Guatemala               |                                            |
| Belize                  |                                            |
| Mar das Caraíbas        |                                            |
| Antígua e Barbuda       | Ilha Antígua                               |
| Oceano Atlântico        |                                            |
| Cabo Verde              | Ilha de Santo Antão                        |
| Oceano Atlântico        |                                            |
| Mauritânia              |                                            |
| Mali                    |                                            |